# میومیر ژوژول
میومیر ژوژول (انگلیسی: Miomir Žužul؛ زادهٔ ۱۹ ژوئن ۱۹۵۵) سیاست‌مدار و هشتمین وزیر امور خارجه کرواسی است.